# Lagartos de Tabasco
Lagartos de Tabasco war ein Fußballverein aus Villahermosa, der Hauptstadt des mexikanischen Bundesstaates Tabasco.

## Geschichte

Ticket eines Zweitligaspiels gegen die Cañeros de Zacatepec

Die Lagartos (span. Bezeichnung für Eidechsen im Allgemeinen und hier für die Ordnung der Krokodile insbesondere) waren mit einer Zugehörigkeit von dreieinhalb Jahren der am längsten in der Primera División 'A' vertretene Verein aus dem Bundesstaat Tabasco, nach dem die Caimanes (span. Bezeichnung für Kaimane, die ebenfalls zur Familie der Krokodile gehören) die Eröffnungssaison 1994/95 auf dem letzten Platz beendet hatten und der erste sportliche Absteiger aus dieser Liga waren und die später in der Liga vertretenen Guerreros sich nach nur einer Halbsaison (Apertura 2006) aus der Liga zurückzogen.
Die Lagartos erwarben im Januar 2003 die Zweitligalizenz der Albinegros de Orizaba und erreichten in ihren ersten drei Spielzeiten jeweils die Liguillas, scheiterten aber stets im Viertelfinale: zunächst im Torneo Verano 2003 gegen den Club León (2:1 und 0:3) sowie anschließend in der Apertura 2003 gegen die Cobras Ciudad Juárez (2:1 und 1:4) und in der Clausura 2004 gegen den Club Morelos (2:3 und 0:1).
In den vier folgenden Turnieren der Spielzeiten 2004/05 und 2005/06 schieden die Lagartos stets in der Vorrunde aus und verloren schließlich im Sommer 2006 ihren Zweitligaplatz, nachdem die Tiburones Rojos Veracruz ihre Lizenz erworben hatten, um fortan mit ihrem Filialteam Tiburones Rojos Coatzacoalcos in der Liga vertreten zu sein.

## Bekannte Personen

### Spieler
- Arturo Albarrán (2003)
- Silviano Delgado (2000–2001)
- Fernando Piña (2003)
- Camilo Romero (2003, 2004–2005)

### Trainer
- Juan Alvarado Marín (2005)
- José Luis Saldivar (2006)